# Donna Weinbrecht
Donna L. Weinbrecht (ur. 23 kwietnia 1965 w Hoboken) – amerykańska narciarka, specjalistka narciarstwa dowolnego. Zdobyła złoty medal w jeździe po muldach na igrzyskach w Albertville, stając się pierwszą mistrzynią olimpijską w jeździe po muldach w historii. Wywalczyła ponadto złoty medal w jeździe po muldach podczas mistrzostw w Lake Placid oraz srebrne medale na mistrzostwach w Oberjoch i mistrzostwach w Iizuna. Najlepsze wyniki w Pucharze Świata osiągnęła w sezonach 1989/1990 i 1995/1996, kiedy to zajmowała 2. miejsce w klasyfikacji generalnej, a w klasyfikacji jazdy po muldach była pierwsza. Pierwsze miejsce w klasyfikacji jazdy po muldach zajęła także w sezonach 1990/1991, 1991/1992 oraz 1993/1994. Na podium zawodów Pucharu Świata stawała 99 razy, w tym 60 razy zwyciężała.
W 2002 r. zakończyła karierę.

## Osiągnięcia

### Igrzyska olimpijskie
| Miejsce | Dzień     | Rok  | Miejscowość | Konkurencja      | Zwycięzca            |
| ------- | --------- | ---- | ----------- | ---------------- | -------------------- |
| 1.      | 13 lutego | 1992 | Albertville | Jazda po muldach | -                    |
| 7.      | 12 lutego | 1994 | Lillehammer | Jazda po muldach | Stine Lise Hattestad |
| 4.      | 11 lutego | 1998 | Nagano      | Jazda po muldach | Tae Satoya           |

### Mistrzostwa świata
| Miejsce | Dzień       | Rok  | Miejscowość | Konkurencja      | Zwycięzca       |
| ------- | ----------- | ---- | ----------- | ---------------- | --------------- |
| 2.      | 3 marca     | 1989 | Oberjoch    | Jazda po muldach | Raphaëlle Monod |
| 1.      | 12 lutego   | 1991 | Lake Placid | Jazda po muldach | -               |
| 5.      | 18 lutego   | 1995 | La Clusaz   | Jazda po muldach | Candice Gilg    |
| 2.      | 8 lutego    | 1997 | Iizuna      | Jazda po muldach | Candice Gilg    |
| 30.     | 19 stycznia | 2001 | Whistler    | Jazda po muldach | Kari Traa       |

### Puchar Świata

#### Miejsca w klasyfikacji generalnej
- sezon 1987/1988: 25.
- sezon 1988/1989: 8.
- sezon 1989/1990: 2.
- sezon 1990/1991: 4.
- sezon 1991/1992: 4.
- sezon 1993/1994: 5.
- sezon 1994/1995: 8.
- sezon 1995/1996: 2.
- sezon 1996/1997: 13.
- sezon 1997/1998: 22.
- sezon 2000/2001: 27.
- sezon 2001/2002: 29.

#### Miejsca na podium
1. Madarao – 6 lutego 1988 (Jazda po muldach) – 3. miejsce
2. Hasliberg – 19 marca 1988 (Jazda po muldach) – 3. miejsce
3. La Plagne – 17 grudnia 1988 (Jazda po muldach) – 3. miejsce
4. Mont Gabriel – 7 stycznia 1989 (Jazda po muldach) – 1. miejsce
5. Lake Placid – 13 stycznia 1989 (Jazda po muldach) – 2. miejsce
6. Calgary – 22 stycznia 1989 (Jazda po muldach) – 2. miejsce
7. La Clusaz – 12 lutego 1989 (Jazda po muldach) – 3. miejsce
8. Voss – 11 marca 1989 (Jazda po muldach) – 3. miejsce
9. Suomu – 23 marca 1989 (Jazda po muldach) – 1. miejsce
10. La Plagne – 15 grudnia 1989 (Jazda po muldach) – 3. miejsce
11. Tignes – 16 grudnia 1989 (Jazda po muldach) – 1. miejsce
12. Mont Gabriel – 6 stycznia 1990 (Jazda po muldach) – 1. miejsce
13. Lake Placid – 13 stycznia 1990 (Jazda po muldach) – 1. miejsce
14. Breckenridge – 20 stycznia 1990 (Jazda po muldach) – 1. miejsce
15. Calgary – 28 stycznia 1990 (Jazda po muldach) – 1. miejsce
16. Inawashiro – 10 lutego 1990 (Jazda po muldach) – 1. miejsce
17. Iizuna – 17 lutego 1990 (Jazda po muldach) – 1. miejsce
18. La Clusaz – 16 marca 1990 (Jazda po muldach) – 1. miejsce
19. La Plagne – 30 listopada 1990 (Jazda po muldach) – 2. miejsce
20. Zermatt – 15 grudnia 1990 (Jazda po muldach) – 1. miejsce
21. Whistler Blackcomb – 12 stycznia 1991 (Jazda po muldach) – 1. miejsce
22. Breckenridge – 18 stycznia 1991 (Jazda po muldach) – 1. miejsce
23. Piancavallo – 19 stycznia 1991 (Jazda po muldach) – 1. miejsce
24. Mont Gabriel – 2 lutego 1991 (Jazda po muldach) – 1. miejsce
25. La Clusaz – 20 lutego 1991 (Jazda po muldach) – 1. miejsce
26. Skole – 25 lutego 1991 (Jazda po muldach) – 3. miejsce
27. Voss – 9 marca 1991 (Jazda po muldach) – 2. miejsce
28. Pyhätunturi – 16 marca 1991 (Jazda po muldach) – 3. miejsce
29. Hundfjället – 23 marca 1991 (Jazda po muldach) – 1. miejsce
30. Tignes – 6 grudnia 1991 (Jazda po muldach) – 1. miejsce
31. Zermatt – 12 grudnia 1991 (Jazda po muldach) – 2. miejsce
32. Piancavallo – 17 grudnia 1991 (Jazda po muldach) – 1. miejsce
33. Morzine – 21 grudnia 1991 (Jazda po muldach) – 1. miejsce
34. Whistler Blackcomb – 11 stycznia 1992 (Jazda po muldach) – 1. miejsce
35. Breckenridge – 18 stycznia 1992 (Jazda po muldach) – 1. miejsce
36. Lake Placid – 24 stycznia 1992 (Jazda po muldach) – 1. miejsce
37. Oberjoch – 1 lutego 1992 (Jazda po muldach) – 1. miejsce
38. Inawashiro – 29 lutego 1992 (Jazda po muldach) – 1. miejsce
39. Madarao – 7 marca 1992 (Jazda po muldach) – 2. miejsce
40. Altenmarkt – 13 marca 1992 (Jazda po muldach) – 2. miejsce
41. Tignes – 11 grudnia 1993 (Jazda po muldach) – 1. miejsce
42. La Plagne – 21 grudnia 1993 (Jazda po muldach) – 1. miejsce
43. La Plagne – 21 grudnia 1993 (Jazda po muldach) – 1. miejsce
44. Whistler Blackcomb – 8 stycznia 1994 (Jazda po muldach) – 1. miejsce
45. Whistler Blackcomb – 8 stycznia 1994 (Jazda po muldach) – 1. miejsce
46. Breckenridge – 15 stycznia 1994 (Jazda po muldach) – 1. miejsce
47. Breckenridge – 15 stycznia 1994 (Jazda po muldach) – 1. miejsce
48. Lake Placid – 21 stycznia 1994 (Jazda po muldach) – 1. miejsce
49. Lake Placid – 21 stycznia 1994 (Jazda po muldach) – 3. miejsce
50. Le Relais – 29 stycznia 1994 (Jazda po muldach) – 1. miejsce
51. Le Relais – 29 stycznia 1994 (Jazda po muldach) – 1. miejsce
52. Hundfjället – 8 lutego 1994 (Jazda po muldach) – 2. miejsce
53. Hundfjället – 8 lutego 1994 (Jazda po muldach) – 2. miejsce
54. Altenmarkt – 4 marca 1994 (Jazda po muldach) – 3. miejsce
55. Altenmarkt – 4 marca 1994 (Jazda po muldach) – 2. miejsce
56. Kirchberg in Tirol – 6 marca 1994 (Jazda po muldach) – 1. miejsce
57. Kirchberg in Tirol – 6 marca 1994 (Jazda po muldach) – 2. miejsce
58. Hasliberg – 12 marca 1994 (Jazda po muldach) – 1. miejsce
59. Hasliberg – 12 marca 1994 (Jazda po muldach) – 1. miejsce
60. Whistler Blackcomb – 7 stycznia 1995 (Jazda po muldach) – 3. miejsce
61. Whistler Blackcomb – 7 stycznia 1995 (Jazda po muldach) – 3. miejsce
62. Breckenridge – 14 stycznia 1995 (Jazda po muldach) – 3. miejsce
63. Breckenridge – 14 stycznia 1995 (Jazda po muldach) – 1. miejsce
64. Lake Placid – 27 stycznia 1995 (Jazda po muldach) – 1. miejsce
65. Lake Placid – 27 stycznia 1995 (Jazda po muldach) – 1. miejsce
66. Hasliberg – 8 lutego 1995 (Jazda po muldach) – 3. miejsce
67. Kirchberg in Tirol – 22 lutego 1995 (Jazda po muldach) – 1. miejsce
68. Lillehammer – 5 marca 1995 (Jazda po muldach) – 1. miejsce
69. Lillehammer – 5 marca 1995 (Jazda po muldach) – 2. miejsce
70. Hundfjället – 9 marca 1995 (Jazda po muldach) – 2. miejsce
71. Tignes – 10 grudnia 1995 (Jazda po muldach) – 3. miejsce
72. Tignes – 10 grudnia 1995 (Jazda po muldach) – 2. miejsce
73. Lake Placid – 5 stycznia 1996 (Jazda po muldach) – 1. miejsce
74. Lake Placid – 5 stycznia 1996 (Jazda po muldach) – 1. miejsce
75. Whistler Blackcomb – 13 stycznia 1996 (Jazda po muldach) – 1. miejsce
76. Whistler Blackcomb – 13 stycznia 1996 (Jazda po muldach) – 1. miejsce
77. Breckenridge – 19 stycznia 1996 (Jazda po muldach) – 2. miejsce
78. Breckenridge – 19 stycznia 1996 (Jazda po muldach) – 1. miejsce
79. Mont Tremblant – 27 stycznia 1996 (Jazda po muldach) – 3. miejsce
80. Kirchberg in Tirol – 4 lutego 1996 (Jazda po muldach) – 1. miejsce
81. La Clusaz – 14 lutego 1996 (Jazda po muldach) – 1. miejsce
82. La Clusaz – 14 lutego 1996 (Jazda po muldach) – 1. miejsce
83. La Clusaz – 15 lutego 1996 (Jazda po muldach) – 2. miejsce
84. Hundfjället – 6 marca 1996 (Jazda po muldach) – 1. miejsce
85. Hundfjället – 6 marca 1996 (Jazda po muldach) – 1. miejsce
86. Hundfjället – 7 marca 1996 (Muldy podwójne) – 1. miejsce
87. Altenmarkt – 15 marca 1996 (Jazda po muldach) – 2. miejsce
88. Altenmarkt – 15 marca 1996 (Jazda po muldach) – 1. miejsce
89. La Plagne – 13 grudnia 1996 (Jazda po muldach) – 2. miejsce
90. La Plagne – 13 grudnia 1996 (Jazda po muldach) – 2. miejsce
91. La Plagne – 15 grudnia 1996 (Jazda po muldach) – 2. miejsce
92. Mont Tremblant – 9 stycznia 1997 (Jazda po muldach) – 2. miejsce
93. Mont Tremblant – 9 stycznia 1997 (Jazda po muldach) – 3. miejsce
94. Lake Placid – 12 stycznia 1997 (Jazda po muldach) – 1. miejsce
95. Breckenridge – 24 stycznia 1997 (Jazda po muldach) – 1. miejsce
96. Breckenridge – 24 stycznia 1997 (Jazda po muldach) – 1. miejsce
97. Altenmarkt – 7 marca 1997 (Jazda po muldach) – 3. miejsce
98. Altenmarkt – 7 marca 1997 (Jazda po muldach) – 1. miejsce
99. La Plagne – 20 grudnia 1997 (Jazda po muldach) – 1. miejsce

- W sumie 60 zwycięstw, 21 drugich i 18 trzecich miejsc.